# Norge i olympiska sommarspelen 1996
Norge deltog med 97 deltagare vid de olympiska sommarspelen 1996 i Atlanta. Totalt vann de sju medaljer och slutade på trettionde plats i medaljligan.

## Medaljer

### Guld
- Vebjørn Rodal - Friidrott, 800 m
- Knut Holmann - Kanotsport, K1 1000 m

### Silver
- Knut Holmann - Kanotsport, K1 500 m
- Steffen Skår Størseth och Kjetil Undset - Rodd, dubbelsculler

### Brons
- Fotbollslandslaget damer (Reidun Seth, Tina Svensson, Trine Tangeraas, Marianne Pettersen, Hege Riise, Brit Sandaune, Merete Myklebust, Bente Nordby, Nina Nymark Andersen, Tone Gunn Frustøl, Tone Haugen, Linda Medalen, Ann-Kristin Aarønes, Agnete Carlsen och Gro Espeseth)
- Trine Hattestad - Friidrott, spjutkastning
- Peer Moberg - Segling, laser

## Boxning
Lätt mellanvikt
- Jørn Johnson
  1. Första omgången — Besegrade Sean Black (Jamaica), 13-7
  2. Andra omgången — Förlorade mot Mohamed Marmouri (Tunisien), 4-17

## Bågskytte
Damernas individuella tävling
- Wenche-Lin Hess → Sextondelsfinal - 17:e plats (1-1)

Herrarnas individuella tävling
- Bertil Martinus Grov → Åttondelsfinal, 14:e plats (2-1)

## Cykling

### Landsväg
Damernas linjelopp
- Ragnhild Kostoll
  - Final — 02:37:06 (→ 18:e plats)

- Ingunn Bollerud
  - Final — fullföljde inte (→ ingen placering)

Damernas tempolopp
- May Hartwell
  - Final — startade inte (→ ingen placering)

### Mountainbike
Herrarnas terränglopp
- Rune Høydahl
  - Final — 2:28:16 (→ 11:e plats)

Damernas terränglopp
- Gunn-Rita Dahle
  - Final — 1:53:50 (→ 4:e plats)

## Friidrott
Herrarnas 200 meter
- Geir Moen
  - Heat – 20,78 s (→ gick vidare till kvartsfinalen)
  - Kvartsfinal – 20,48 s (→ gick vidare till semifinalen)
  - Semifinal – 20,96 s (→ gick inte vidare)

Herrarnas 800 meter
- Atle Douglas
  - Heat – 1:48,60 min (→ gick inte vidare)
- Vebjørn Rodal
  - Heat – 1:45,30 min (→ gick vidare till semifinalen)
  - Semifinal – 1:43,96 min (→ gick vidare till finalen)
  - Final – 1:42,58 min (→  Guld)

Herrarnas 3 000 meter hinder
- Jim Svenøy
  - Heat – 8:31,30 min (→ gick vidare till semifinalen)
  - Semifinal – 8:19,79 min (→ gick vidare till finalen)
  - Final – 8:23,39 min (→ 8th place)

Damernas maraton
- Anita Håkenstad — 2:43,58h (→ 48th place)

Damernas 100 meter häck
- Lena Solli
  - Heat – 13,13 s (→ gick vidare till kvartsfinalen)
  - Kvartsfinal – 13,30 s (→ gick inte vidare)

Herrarnas höjdhopp
- Steinar Hoen
  - Kval — 2,28 m (→ gick vidare till finalen)
  - Final — 2,32 m (→ 5th place)

Damernas höjdhopp
- Hanne Haugland
  - Kval — 1,93 m (→ gick vidare till finalen)
  - Final — 1,96 m (→ 9th place)

Herrarnas tresteg
- Sigurd Njerve
  - Kval — 16,15 m (→ gick inte vidare)

Herrarnas diskuskastning
- Svein Inge Valvik
  - Kval — 59,60 m (→ gick inte vidare)

Damernas diskuskastning
- Mette Bergmann
  - Kval — 62,24 m (→ gick vidare till finalen)
  - Final — 62,28 m (→ 9th place)

Herrarnas spjutkastning
- Pål Arne Fagernes
  - Kval — 79,78 m (→ gick inte vidare)

Damernas spjutkastning
- Trine Hattestad
  - Kval — 64,52 m (→ gick vidare till finalen)
  - Final — 64,98 m (→  Brons)